# إيمانويل كرتزولسكو
إيمانويل كرتزولسكو (بالرومانية: Emanuel Crețulescu)‏ هو لاعب كرة قدم روماني في مركز الدفاع، ولد في 17 يونيو 1992 في براشوف في رومانيا. لعب مع نادي براشوف.

## وصلات خارجية
- إيمانويل كرتزولسكو على موقع قاعدة بيانات كرة القدم.إي يو (الإنجليزية)
- إيمانويل كرتزولسكو على موقع Soccerway.com (الإنجليزية)